# 金陵街道
金陵街道，是中华人民共和国陕西省宝鸡市渭滨区下辖的一个街道办事处。

## 行政区划
金陵街道下辖以下地区：
新建路东段社区、新开路社区、金渭路社区、新华巷社区、机厂街社区和金陵社区。